# Rugby 7 na Igrzyskach Wspólnoty Narodów 2018 – turniej mężczyzn
Męski turniej rugby 7 na Igrzyskach Wspólnoty Narodów 2018 odbył się w szesnastozespołowej obsadzie na Robina Stadium w australijskim mieście Gold Coast w dniach od 14 do 15 kwietnia 2018 roku. Tytułu broniła reprezentacja Południowej Afryki.
Rugby siedmioosobowe z udziałem mężczyzn w programie tych zawodów pojawiło się po raz szósty. W turnieju wzięło udział szesnaście reprezentacji wyłonionych we wcześniejszych eliminacjach obejmujących światowe cykle oraz turnieje regionalne.
Obsada zawodów została potwierdzona w połowie grudnia 2017 roku, losowanie grup odbyło się na początku lutego 2018 roku, zaś harmonogram gier opublikowano pod koniec tegoż miesiąca. System rozgrywek uległ modyfikacjom w porównaniu do poprzednich edycji. Nadal w pierwszej fazie rywalizacja odbywała się w czterech czterozespołowych grupach systemem kołowym, jednak do walki o medale awansowali jedynie zwycięzcy poszczególnych grup, zespoły z drugich miejsc walczyły o miejsce piąte, pozostałe zaś odpadły z rozgrywek. Charakterystyki zespołów.
Z kompletem zwycięstw w fazie grupowej do półfinałów awansowały Południowa Afryka, Nowa Zelandia, Anglia i Fidżi. Piąty tytuł w historii zdobyli Nowozelandczycy w finale pokonując reprezentację Fidżi, brąz przypadł zaś Anglikom. Najwięcej punktów zdobył Anglik Tom Mitchell, zaś w klasyfikacji przyłożeń z siedmioma zwyciężył przedstawiciel triumfatorów, Regan Ware.

## Faza grupowa

### Grupa A
| 14 kwietnia 201811:43 | Szkocja | 27:0 | Papua-Nowa Gwinea | Robina Stadium, Gold Coast Sędzia: Tevita Rokovereni |
| 14 kwietnia 201811:43 |         | 27:0 |                   | Robina Stadium, Gold Coast Sędzia: Tevita Rokovereni |

| 14 kwietnia 201812:05 | Południowa Afryka | 43:0 | Malezja | Robina Stadium, Gold Coast Sędzia: Craig Evans |
| 14 kwietnia 201812:05 |                   | 43:0 |         | Robina Stadium, Gold Coast Sędzia: Craig Evans |

| 14 kwietnia 201818:15 | Szkocja | 41:0 | Malezja | Robina Stadium, Gold Coast Sędzia: Richard Haughton |
| 14 kwietnia 201818:15 |         | 41:0 |         | Robina Stadium, Gold Coast Sędzia: Richard Haughton |

| 14 kwietnia 201818:37 | Południowa Afryka | 52:0 | Papua-Nowa Gwinea | Robina Stadium, Gold Coast Sędzia: Richard Kelly |
| 14 kwietnia 201818:37 |                   | 52:0 |                   | Robina Stadium, Gold Coast Sędzia: Richard Kelly |

| 14 kwietnia 201821:55 | Papua-Nowa Gwinea | 31:5 | Malezja | Robina Stadium, Gold Coast Sędzia: Rasta Rasivhenge |
| 14 kwietnia 201821:55 |                   | 31:5 |         | Robina Stadium, Gold Coast Sędzia: Rasta Rasivhenge |

| 14 kwietnia 201822:17 | Południowa Afryka | 26:5 | Szkocja | Robina Stadium, Gold Coast Sędzia: Damon Murphy |
| 14 kwietnia 201822:17 |                   | 26:5 |         | Robina Stadium, Gold Coast Sędzia: Damon Murphy |

### Grupa B
| 14 kwietnia 20189:31 | Australia | 24:7 | Samoa | Robina Stadium, Gold Coast Sędzia: Sam Grove-White |
| 14 kwietnia 20189:31 |           | 24:7 |       | Robina Stadium, Gold Coast Sędzia: Sam Grove-White |

| 14 kwietnia 20189:53 | Anglia | 38:5 | Jamajka | Robina Stadium, Gold Coast Sędzia: Jordan Way |
| 14 kwietnia 20189:53 |        | 38:5 |         | Robina Stadium, Gold Coast Sędzia: Jordan Way |

| 14 kwietnia 201813:11 | Australia | 32:5 | Jamajka | Robina Stadium, Gold Coast Sędzia: Craig Evans |
| 14 kwietnia 201813:11 |           | 32:5 |         | Robina Stadium, Gold Coast Sędzia: Craig Evans |

| 14 kwietnia 201813:33 | Anglia | 33:0 | Samoa | Robina Stadium, Gold Coast Sędzia: Rasta Rasivhenge |
| 14 kwietnia 201813:33 |        | 33:0 |       | Robina Stadium, Gold Coast Sędzia: Rasta Rasivhenge |

| 14 kwietnia 201819:43 | Samoa | 36:7 | Jamajka | Robina Stadium, Gold Coast Sędzia: Jordan Way |
| 14 kwietnia 201819:43 |       | 36:7 |         | Robina Stadium, Gold Coast Sędzia: Jordan Way |

| 14 kwietnia 201820:05 | Anglia | 26:17 | Australia | Robina Stadium, Gold Coast Sędzia: Richard Kelly |
| 14 kwietnia 201820:05 |        | 26:17 |           | Robina Stadium, Gold Coast Sędzia: Richard Kelly |

### Grupa C
| 14 kwietnia 201810:15 | Kanada | 10:26 | Kenia | Robina Stadium, Gold Coast Sędzia: Richard Kelly |
| 14 kwietnia 201810:15 |        | 10:26 |       | Robina Stadium, Gold Coast Sędzia: Richard Kelly |

| 14 kwietnia 201810:37 | Nowa Zelandia | 54:0 | Zambia | Robina Stadium, Gold Coast Sędzia: Damon Murphy |
| 14 kwietnia 201810:37 |               | 54:0 |        | Robina Stadium, Gold Coast Sędzia: Damon Murphy |

| 14 kwietnia 201813:55 | Kanada | 47:0 | Zambia | Robina Stadium, Gold Coast Sędzia: Jordan Way |
| 14 kwietnia 201813:55 |        | 47:0 |        | Robina Stadium, Gold Coast Sędzia: Jordan Way |

| 14 kwietnia 201814:17 | Nowa Zelandia | 40:7 | Kenia | Robina Stadium, Gold Coast Sędzia: Sam Grove-White |
| 14 kwietnia 201814:17 |               | 40:7 |       | Robina Stadium, Gold Coast Sędzia: Sam Grove-White |

| 14 kwietnia 201820:27 | Kenia | 47:0 | Zambia | Robina Stadium, Gold Coast Sędzia: Tevita Rokovereni |
| 14 kwietnia 201820:27 |       | 47:0 |        | Robina Stadium, Gold Coast Sędzia: Tevita Rokovereni |

| 14 kwietnia 201820:49 | Nowa Zelandia | 33:7 | Kanada | Robina Stadium, Gold Coast Sędzia: Craig Evans |
| 14 kwietnia 201820:49 |               | 33:7 |        | Robina Stadium, Gold Coast Sędzia: Craig Evans |

### Grupa D
| 14 kwietnia 201810:59 | Walia | 31:5 | Uganda | Robina Stadium, Gold Coast Sędzia: Richard Haughton |
| 14 kwietnia 201810:59 |       | 31:5 |        | Robina Stadium, Gold Coast Sędzia: Richard Haughton |

| 14 kwietnia 201811:21 | Fidżi | 63:5 | Sri Lanka | Robina Stadium, Gold Coast Sędzia: Rasta Rasivhenge |
| 14 kwietnia 201811:21 |       | 63:5 |           | Robina Stadium, Gold Coast Sędzia: Rasta Rasivhenge |

| 14 kwietnia 201817:31 | Walia | 42:12 | Sri Lanka | Robina Stadium, Gold Coast Sędzia: Tevita Rokovereni |
| 14 kwietnia 201817:31 |       | 42:12 |           | Robina Stadium, Gold Coast Sędzia: Tevita Rokovereni |

| 14 kwietnia 201817:53 | Fidżi | 54:0 | Uganda | Robina Stadium, Gold Coast Sędzia: Damon Murphy |
| 14 kwietnia 201817:53 |       | 54:0 |        | Robina Stadium, Gold Coast Sędzia: Damon Murphy |

| 14 kwietnia 201821:11 | Uganda | 33:10 | Sri Lanka | Robina Stadium, Gold Coast Sędzia: Richard Haughton |
| 14 kwietnia 201821:11 |        | 33:10 |           | Robina Stadium, Gold Coast Sędzia: Richard Haughton |

| 14 kwietnia 201821:33 | Fidżi | 21:17 | Walia | Robina Stadium, Gold Coast Sędzia: Sam Grove-White |
| 14 kwietnia 201821:33 |       | 21:17 |       | Robina Stadium, Gold Coast Sędzia: Sam Grove-White |

## Faza pucharowa

### Cup
|  |                   |                   |           |                   |   |               |               |       |
|  | Półfinały         | Półfinały         | Półfinały |                   |   | Finał         | Finał         | Finał |
|  | Półfinały         | Półfinały         | Półfinały |                   |   | Finał         | Finał         | Finał |
|  | 15 kwietnia 2018  |                   |           |                   |   |               |               |       |
|  |                   |                   |           |                   |   |               |               |       |
|  | Anglia            | Anglia            | 12        |                   |   |               |               |       |
|  | Anglia            | Anglia            | 12        | 15 kwietnia 2018  |   |               |               |       |
|  | Nowa Zelandia     | Nowa Zelandia     | 17        |                   |   |               |               |       |
|  | Nowa Zelandia     | Nowa Zelandia     | 17        |                   |   | Nowa Zelandia | Nowa Zelandia | 14    |
|  | 15 kwietnia 2018  |                   |           |                   |   | Nowa Zelandia | Nowa Zelandia | 14    |
|  |                   |                   | Fidżi     | Fidżi             | 0 |               |               |       |
|  | Południowa Afryka | Południowa Afryka | Fidżi     | Fidżi             | 0 | 19            |               |       |
|  | Południowa Afryka | Południowa Afryka |           |                   |   |               |               |       |
|  | Fidżi             | Fidżi             | 24        |                   |   |               |               |       |
|  | Fidżi             | Fidżi             | 24        | Mecz o 3. miejsce |   |               |               |       |
|  |                   |                   |           |                   |   |               |               |       |
|  | 15 kwietnia 2018  |                   |           |                   |   |               |               |       |
|  |                   |                   |           |                   |   |               |               |       |
|  | Anglia            | Anglia            | 21        |                   |   |               |               |       |
|  | Anglia            | Anglia            | 21        |                   |   |               |               |       |
|  | Południowa Afryka | Południowa Afryka | 14        |                   |   |               |               |       |
|  | Południowa Afryka | Południowa Afryka | 14        |                   |   |               |               |       |

| 15 kwietnia 201811:43 | Anglia | 12:17 | Nowa Zelandia | Robina Stadium, Gold Coast Sędzia: Rasta Rasivhenge |
| 15 kwietnia 201811:43 |        | 12:17 |               | Robina Stadium, Gold Coast Sędzia: Rasta Rasivhenge |

| 15 kwietnia 201812:05 | Południowa Afryka | 19:24 | Fidżi | Robina Stadium, Gold Coast Sędzia: Richard Kelly |
| 15 kwietnia 201812:05 |                   | 19:24 |       | Robina Stadium, Gold Coast Sędzia: Richard Kelly |

| 15 kwietnia 201815:01 | Nowa Zelandia | 14:0 | Fidżi | Robina Stadium, Gold Coast Sędzia: Damon Murphy |
| 15 kwietnia 201815:01 |               | 14:0 |       | Robina Stadium, Gold Coast Sędzia: Damon Murphy |

| 15 kwietnia 201814:17 | Anglia | 21:14 | Południowa Afryka | Robina Stadium, Gold Coast Sędzia: Craig Evans |
| 15 kwietnia 201814:17 |        | 21:14 |                   | Robina Stadium, Gold Coast Sędzia: Craig Evans |

### Plate
|  |                  |           |           |                   |   |           |           |       |
|  | Półfinały        | Półfinały | Półfinały |                   |   | Finał     | Finał     | Finał |
|  | Półfinały        | Półfinały | Półfinały |                   |   | Finał     | Finał     | Finał |
|  | 15 kwietnia 2018 |           |           |                   |   |           |           |       |
|  |                  |           |           |                   |   |           |           |       |
|  | Australia        | Australia | 33        |                   |   |           |           |       |
|  | Australia        | Australia | 33        | 15 kwietnia 2018  |   |           |           |       |
|  | Kenia            | Kenia     | 5         |                   |   |           |           |       |
|  | Kenia            | Kenia     | 5         |                   |   | Australia | Australia | 26    |
|  | 15 kwietnia 2018 |           |           |                   |   | Australia | Australia | 26    |
|  |                  |           | Szkocja   | Szkocja           | 0 |           |           |       |
|  | Szkocja          | Szkocja   | Szkocja   | Szkocja           | 0 | 19        |           |       |
|  | Szkocja          | Szkocja   |           |                   |   |           |           |       |
|  | Walia            | Walia     | 12        |                   |   |           |           |       |
|  | Walia            | Walia     | 12        | Mecz o 3. miejsce |   |           |           |       |
|  |                  |           |           |                   |   |           |           |       |
|  | 15 kwietnia 2018 |           |           |                   |   |           |           |       |
|  |                  |           |           |                   |   |           |           |       |
|  | Kenia            | Kenia     | 24        |                   |   |           |           |       |
|  | Kenia            | Kenia     | 24        |                   |   |           |           |       |
|  | Walia            | Walia     | 28        |                   |   |           |           |       |
|  | Walia            | Walia     | 28        |                   |   |           |           |       |

| 15 kwietnia 201810:15 | Australia | 33:5 | Kenia | Robina Stadium, Gold Coast Sędzia: Tevita Rokovereni |
| 15 kwietnia 201810:15 |           | 33:5 |       | Robina Stadium, Gold Coast Sędzia: Tevita Rokovereni |

| 15 kwietnia 201810:37 | Szkocja | 19:12 | Walia | Robina Stadium, Gold Coast Sędzia: Jordan Way |
| 15 kwietnia 201810:37 |         | 19:12 |       | Robina Stadium, Gold Coast Sędzia: Jordan Way |

| 15 kwietnia 201813:33 | Australia | 26:0 | Szkocja | Robina Stadium, Gold Coast Sędzia: Craig Evans |
| 15 kwietnia 201813:33 |           | 26:0 |         | Robina Stadium, Gold Coast Sędzia: Craig Evans |

| 15 kwietnia 201813:11 | Kenia | 24:28 | Walia | Robina Stadium, Gold Coast Sędzia: Richard Haughton |
| 15 kwietnia 201813:11 |       | 24:28 |       | Robina Stadium, Gold Coast Sędzia: Richard Haughton |

## Klasyfikacja końcowa
| Miejsce | Reprezentacja     | Składy |
| ------- | ----------------- | ------ |
| 1       | Nowa Zelandia     |        |
| 2       | Fidżi             |        |
| 3       | Anglia            |        |
| 4       | Południowa Afryka |        |
| 5       | Australia         |        |
| 6       | Szkocja           |        |
| 7       | Walia             |        |
| 8       | Kenia             |        |
| 9       | Papua-Nowa Gwinea |        |
| =       | Malezja           |        |
| =       | Samoa             |        |
| =       | Jamajka           |        |
| =       | Kanada            |        |
| =       | Zambia            |        |
| =       | Uganda            |        |
| =       | Sri Lanka         |        |

## Medaliści
| Konkurencja      | | | |
| Turniej mężczyzn | Nowa ZelandiaScott Curry Tim Mikkelson Trael Joass Etene Nanai-Seturo Dylan Collier Vilimoni Koroi Sam Dickson Andrew Knewstubb Regan Ware Kurt Baker Akuila Rokolisoa Sione Molia | FidżiSevuloni Mocenacagi Ratu Vakurinabili Kalione Nasoko Paula Dranisinukula Semi Kunatani Jasa Veremalua Mesulame Kunavula Vatemo Ravouvou Jerry Tuwai Alasio Naduva Eroni Sau Amenoni Nasilasila Samisoni Viriviri | AngliaRichard de Carpentier Mike Ellery Phil Burgess Dan Norton James Rodwell Tom Mitchell Dan Bibby Alex Davis Ollie Lindsay-Hague Ruaridh McConnochie Ethan Waddleton Harry Glover |